# Bram Franken
Bram Franken, né le 14 février 2001 aux Pays-Bas, est un footballeur néerlandais, qui évolue au poste de milieu de terrain à l'AZ Alkmaar

## Biographie

### En équipe nationale
Bram Franken est sélectionné avec l'équipe des Pays-Bas des moins de 17 ans pour participer au championnat d'Europe des moins de 17 ans en 2018. Lors de cette compétition, il joue trois matchs, tous en tant que titulaire. Les Pays-Bas remportent le tournoi en battant l'Italie en finale après une séance de tirs au but.

## Palmarès

### En sélection
- Vainqueur du championnat d'Europe des moins de 17 ans en 2018 avec l'équipe des Pays-Bas des moins de 17 ans